# The Darkness
The Darkness — це відеогра у жанрі шутер від першої особи, розроблена Starbreeze Studios та опублікована 2K на PlayStation 3 та Xbox 360. гру було випущено у 2007 у Північній Америці та Європі; базується на серії коміксів The Darkness, яку видала Top Cow Productions. Сиквел під назвою The Darkness II вийшов у 2012 році.

## Сюжет
Гравець бере на себе роль Джекі Естакадо (Kirk Acevedo), який також є й оповідачем всієї історії. Увечері свого 21-го дня народження Джекі стає мішенню для вбивства його «дядька» Полі Франкетті (Dwight Schultz) через чисту параною, що Джекі переслідує його посаду Дона. З настанням ночі Темрява (Mike Patton), стародавня демонічна сила, що жила в крові Джекі протягом багатьох поколінь, жорстоко проявляє себе і вбиває своїх переслідувачів. Завдяки своїм новим силам Джекі поступово руйнує операції Полі з продажу наркотиків та відмивання грошей.
У відповідь Франкетті бомбардує сиротинець Святої Марії, де виріс Джекі і перебуває його головний виконавець, капітан поліції Едді Шрот (Jim Mathers), викрадають подругу дитинства Джекі, Дженні Романо (Lauren Ambrose), і відвозять її до сиротинця, щоби використати як приманку. Джекі поспіхом шукає її в будівлі, поки Темрява дражнить його своїми спогадами. Коли він нарешті добирається до них, Темрява сковує його, і він змушений спостерігати, як Полі вбиває Дженні. Поки Полі та Едді тікають, вбитий горем Джекі накладає на себе руки.
Джекі прокидається в потойбічному світі, пекельному ландшафті, контрольованому Темрявою, що нагадує окопи часів Першої світової війни і населеному невмерлими клаптиковими фігурами німецьких і британських солдатів, що воюють, а також фізичними зображеннями Чотирьох вершників Апокаліпсиса. Там він зустрічає свого прапрадіда, Ентоні «Тоні» Естакадо (Kirk Baltz), В епілозі Джекі опиняється уві сні, лежачи на парковій лавці в обіймах Дженні. Дженні пояснює, що їм дозволено побути разом лише кілька хвилин, перш ніж вони востаннє попрощаються одне з одним. Джекі намагається запитати, як саме, але Дженні просто заспокоює його, дозволяючи їм насолодитися останніми моментами разом, перш ніж Джекі прокинеться і побачить, що екран згасає до чорного.

## Ігровий процес
Гра містить в собі ряд сучасної зброї, а також сили Темряви, які дають здібність викликати чотирьох істот, схожих на бісів, які називаються «Темні» (Darkling), які можуть атакувати ворогів, використання «Темних» щупалець для проколювання ворогів або руйнування стін, використання «Повзучих темних» зміїв, які крадуться по підлозі, стінах і стелі, щоб знищити ворогів на відстані, а також створення чорної діри, яка засмоктує все, що знаходиться поблизу, всередину себе. Здібності Темряви не можна користуватися у добре освітленій місцевості, але можна використовувати у темних місцях і в повній темряві; гравець може стріляти по джерелах світла, щоби допомогти збільшити кількість доступної темної енергії. Крім того, дозволивши Темряві поглинути серця своїх жертв, гравець може ще більше посилити вплив сил Темряви.
Протягом гри Джекі отримує у своє розпорядження зброю Темряви, яка є потужнішою за звичайну зброю, але споживає енергію Темряви для пострілу. Зброя Темряви має подвійну рукоятку.
Гра має кілька рівнів, заснованих на місцях Нью-Йорка, які гравці відвідують кілька разів. Система метро дозволяє гравцеві пересуватися між районами. Хоча основний сюжет переважно лінійний і вимагає від гравця відвідати кожну зону в певному порядку, гравець може виконувати побічні місії, розмовляючи з неігровими персонажами, які блукають станціями метрополітену. Виконання завдань приносить гравцеві «колекційний» номер телефону, який потім можна використовувати на будь-якому телефоні для розблокування додаткових ігрових матеріалів; колекційні предмети також можна знайти розкиданими по всьому рівню. На рівнях «Потойбіччя» колекційні предмети можна знайти у вигляді не розміщених поштових відправлень, які гравець може доставити, коли повернеться до Нью-Йорка, щоб розблокувати вміст.
У грі демонструється фільм Убити пересмішника; гравець може подивитися весь фільм, якщо залишатиметься нерухомим у цій частині гри, поки дівчина персонажа засинає біля нього. Maximum PC назвала цю сцену «найбільш автентичним прикладом романтики, коли-небудь переданим у відеогрі». Also Також сюди входить фільм Людина із золотою рукою, повний епізод Флеша Гордона , фільм Вуличний боєць із Сонні Чібою, короткометражні мультифільми Моряк Попай та Ґаббі.

## Розробка
У березні 2005, Majesco Entertainment отримала права на видання гри , але згодом продала їх у грудні того ж року через фінансові труднощі. 2K Games пізніше отримав права на публікацію у березні 2006 року , випустивши гру в Північній Америці 25 червня 2007 року. Гра вийшла на територіях PAL для Xbox 360 29 червня та 20 липня для PlayStation 3.
Для популяризації гри було видано мінісерію коміксів з п'ятьма випусками під назвою The Darkness: Level письменниками Полом Дженкінсом та Девідом Волом; виходили вони з грудня 2006 року по червень 2007 року. Мінісерію було видано в книжковій м'якій обкладинці в жовтні 2007 року.

## Прийом
| Агрегатор  | Оцінка | Оцінка |
| Агрегатор  | PS3    | X360   |
| ---------- | ------ | ------ |
| Metacritic | 80/100 | 82/100 |

| Видання                            | Оцінка  | Оцінка                  |
| Видання                            | PS3     | X360                    |
| ---------------------------------- | ------- | ----------------------- |
| Edge                               | 7/10    | Н/Д                     |
| Electronic Gaming Monthly          | 8/10    | 8/10                    |
| Eurogamer                          | Н/Д     | 8/10                    |
| Famitsu                            | Н/Д     | 30/40                   |
| Game Informer                      | 8.75/10 | 8.75/10                 |
| GamePro                            | Н/Д     | 3.75/5                  |
| GameRevolution                     | B−      | B−                      |
| GameSpot                           | 8.5/10  | 8.5/10                  |
| GameSpy                            | [ 23 ]  | [ 23 ]                  |
| GameTrailers                       | 8.2/10  | 8.2/10                  |
| GameZone                           | 8.5/10  | 8.5/10                  |
| IGN                                | 7.8/10  | (US) 7.8/10 (AU) 7.3/10 |
| Official Xbox Magazine (США)       | Н/Д     | 8/10                    |
| PlayStation: The Official Magazine | 9/10    | Н/Д                     |

The Darkness отримала «схвальні» відгуки на обох платформах за версією сайту агрегатора рецензій Metacritic. Деніел Вілкс з Hyper похвалив гру за «блискучий сюжет, чудовий вигляд і відмінний дизайн рівнів». З іншого боку, він розкритикував «слабкий фізичний рушій і деякі проблеми зі штучним інтелектом». Famitsu оцінив колишню консольну версію на дві вісімки та дві сімки, загалом 30 балів з 40 можливих.
411Mania оцінив версію для Xbox 360 на 8,7 бала з 10 і назвав її «шутером, який мені подобається. Вона побудована навколо чогось більшого, ніж просто стрілянина. Вона дає вам широкий спектр можливостей для гри. Вона дає вам людей, з якими можна взаємодіяти. Це історія, яка варта того, щоб нею перейматися. І вона змушує вас відчути себе так, ніби ви — сама Темрява. Однак, через відносну стислість контенту, деякі основні помилки та недоліки, які все ще присутні, а також незначні роздратування від керування здібностями Джекі, вона далека від досконалості. Це доволі цікавий шутер, хоча й не зовсім класика, на яку я сподівався». The New York Times схвально відгукнувся про гру і сказав, що «частина чарівності гри полягає в її багатстві екстравагантних, часто недоречних деталей». The A.V. Club поставив їй трійку і назвав «надмірним, часто незграбним жанровим гібридом з моментами блиску».
Під час 11-ї щорічної премії Interactive Achievement Awards Academy of Interactive Arts & Sciences номінували The Darkness на «Видатні досягнення в розробці історії».
The Darkness було продано понад мільйон одиниць по всьому світу.Media Development Authority З Сінгапуру раніше заборонила гру через надмірне насильство та нецензурну лексику, що ображає релігію.

## Зовнішні посилання
- Офіційний сайт
- Сторінка Starbreeze
- Сторінка 2K Games
- The Darkness на MobyGames (англ.)